# Chthonius poeninus
Chthonius poeninus är en spindeldjursart som beskrevs av Volker Mahnert 1979. Chthonius poeninus ingår i släktet Chthonius och familjen käkklokrypare. Inga underarter finns listade i Catalogue of Life.